# Medvezjegorsk
Medvezjegorsk (ryska: Медвежьегорск, karelska: Karhumägi, finska: Karhumäki) är en stad i Karelska republiken i Ryssland. Den hade 14 647 invånare år 2015.